# アラゲヒョウタンボク
アラゲヒョウタンボク（粗毛瓢箪木、荒毛瓢箪木、学名: Lonicera strophiophora）は、スイカズラ科スイカズラ属の落葉低木。別名、オオバヒョウタンボク。
直立する高さ1-2.5mの低木で、枝は中実でほぼ無毛であるが初め毛が散生する。葉状の大型の苞があり、葉の展開とほぼ同時に、白色で対になった花が下向き開くのが特徴。

## 特徴
高さは1-2.5mになる。幹の樹皮は灰褐色になり、縦に裂ける。若い枝は茶褐色で、円く、中実で、無毛か長い腺毛が生え、古くなると毛は落ちる。葉は対生し、葉身は長さ3-11cm、幅2-5cmの卵形から長楕円状卵形で、先端は急に短くとがるか鈍く、基部はくさび形になる。葉の縁は全縁で、縁に長毛が生える。葉の表面に短腺毛が散生し、裏面はしばしば粉白色になり、葉脈上に長短の粗毛が生える。葉柄は長さ3-7mmになり、開出する長粗毛と腺毛が生える。
花期は4-5月。花は葉の展開とほぼ同じ時期に咲き、長さ7-15mmになる花柄の先に2個の花を下向きにつける。花柄は腺毛か開出する長毛が生えるか無毛で、若枝の下部の葉腋から出る。子房の基部に2個の大型の葉状の苞があり、卵形で、長さ1-2cm、幅6-10mm、縁に長毛が生え、果時まで残る。小苞は無い。子房は下位で毛または腺毛が生え、離生するが、大型の葉状の苞に隠れて見えない。萼片は小さく目立たない。花冠は漏斗状で下垂し、長さ2-2.5cm、先が5列し、初め緑白色でのちに淡黄色を帯びる。花冠筒部は長さ13-15mm、しだいに太くなり、基部の一方がふくらみ、花冠裂片は卵形で、長さ6-7mm、幅4-6mmになる。雄蕊は5個あり、花冠より短い。花糸は花冠裂片の間に合生する。葯は長さ3mm。雌蕊は1個、花柱は基部が有毛で、花冠より少し長い。果実は径5-10mmになる球状の液果で、2個ずつ並ぶが合着はせず、6-7月に赤く熟す。種子は広楕円形で、長さ2-3mmになる。染色体数2n=18。

## 分布と生育環境
日本固有種。北海道南西部、本州東部、四国の剣山に分布し、標高250-2200mの山地に見られ、石灰岩地にも生育する。北部では海岸の林地にも見られる。

## 名前の由来
和名アラゲヒョウタンボクは、「粗毛瓢箪木」、「荒毛瓢箪木」の意で、葉に生える粗い毛に基づく。K. Miyabe（宮部金吾）による命名。別名のオオバヒョウタンボクは、「大葉瓢箪木」の意で、江戸時代に付けられた名で、『草木図説木部』を編纂した飯沼慾斎による。
種小名（種形容語）strophiophora は、「小突起のある」の意味。

## 種の保全状況評価
国（環境省）でのレッドデータブック、レッドリストの選定はない。都道府県のレッドデータ、レッドリストの選定状況は、福島県-絶滅危惧IB類(EN)、栃木県-絶滅危惧II類(Bランク)、埼玉県-絶滅危惧IB類(EN)、石川県-準絶滅危惧(NT)、福井県-県絶滅危惧I類となっている。

## 下位分類
変種および品種レベルで次のように区別することがある。
- ダイセンヒョウタンボク Lonicera strophiophora Franch. var. glabra Nakai (1921)[11] - 子房と花柱が無毛なもの。近畿地方と中国地方に分布する[5]。
- ナンブヒョウタンボク Lonicera strophiophora Franch. f. glabrifolia (Ohwi) H.Hara (1983)[12] - 葉の両面が無毛で、葉の縁にのみ長い粗毛があるもの[5]。岩手県五葉山に分布する[4]。
- ホソバアラゲヒョウタンボク Lonicera strophiophora Franch. f. lancifolia Hayashi (1958)[13] - 葉が長楕円形から披針形で、基本種と比べ著しく細長く褐色を帯びた長い毛が多いもの。長野県上高地で採集された[14]。

## ギャラリー

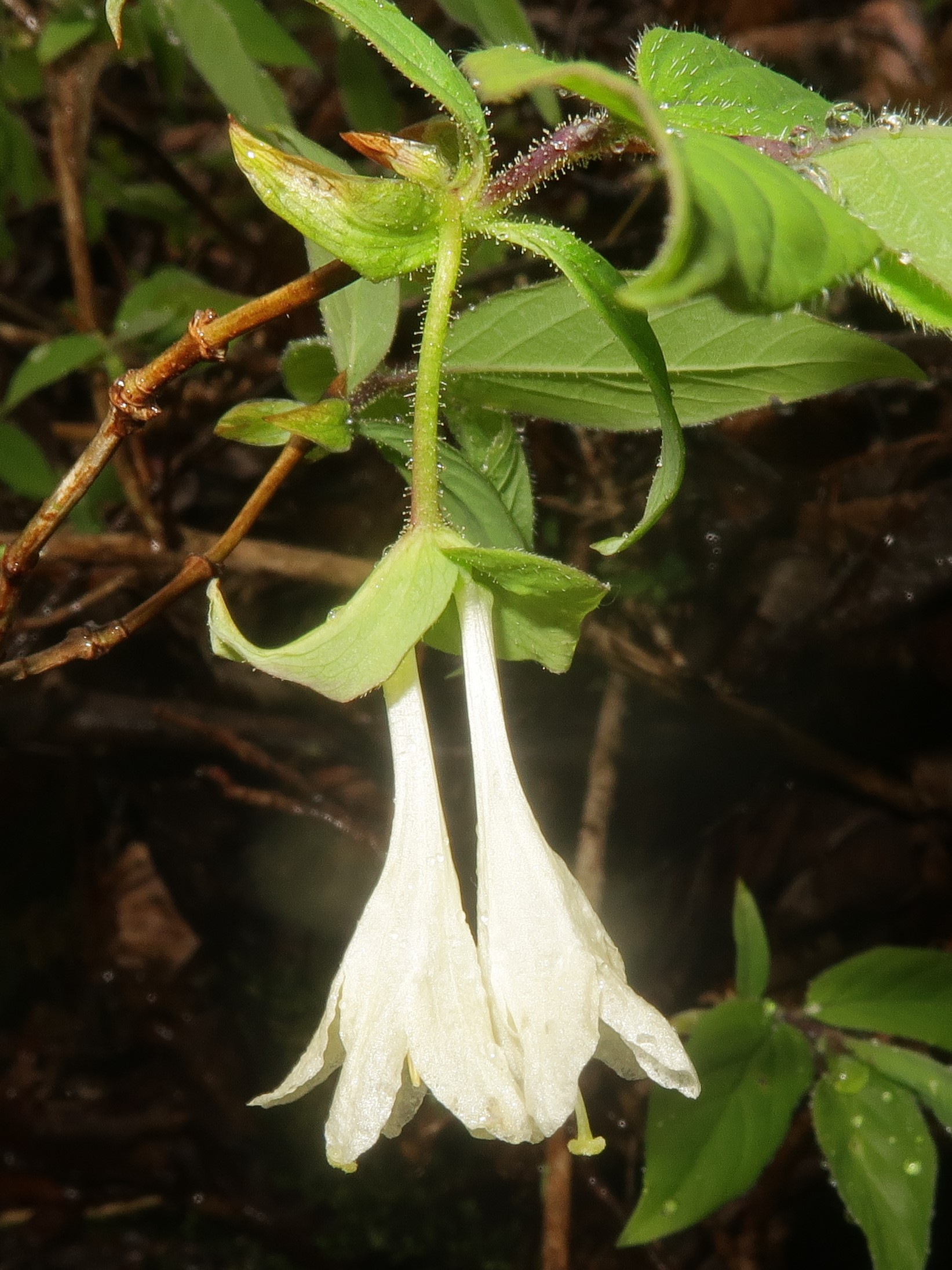
花は葉の展開とほぼ同じ時期に咲き、花柄の先に2個の花を下向きにつける。花柄は腺毛が生え、若枝の下部の葉腋から出る。葉状の苞は大型。
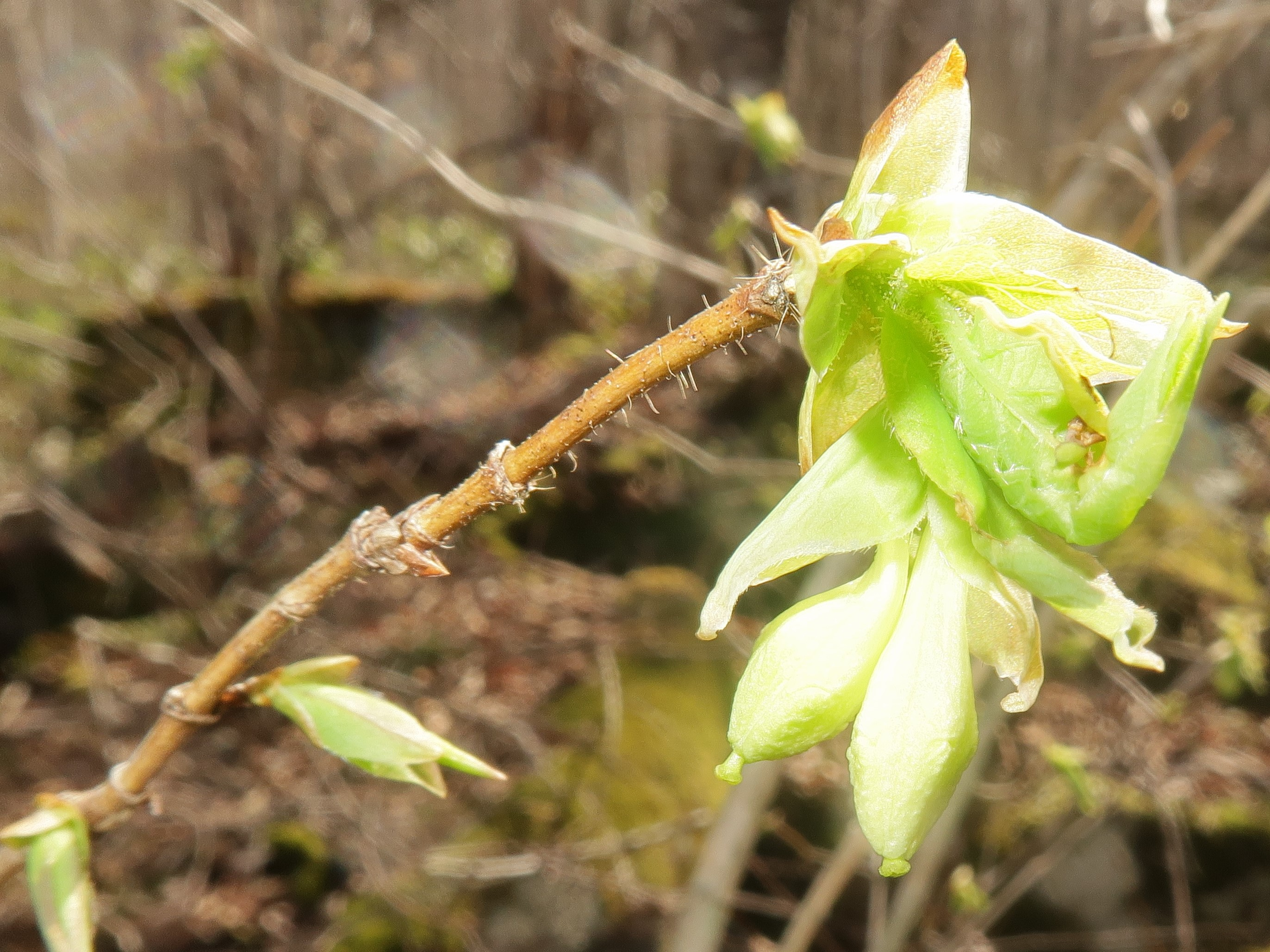
若い枝は茶褐色で、円く、長い腺毛が生える。
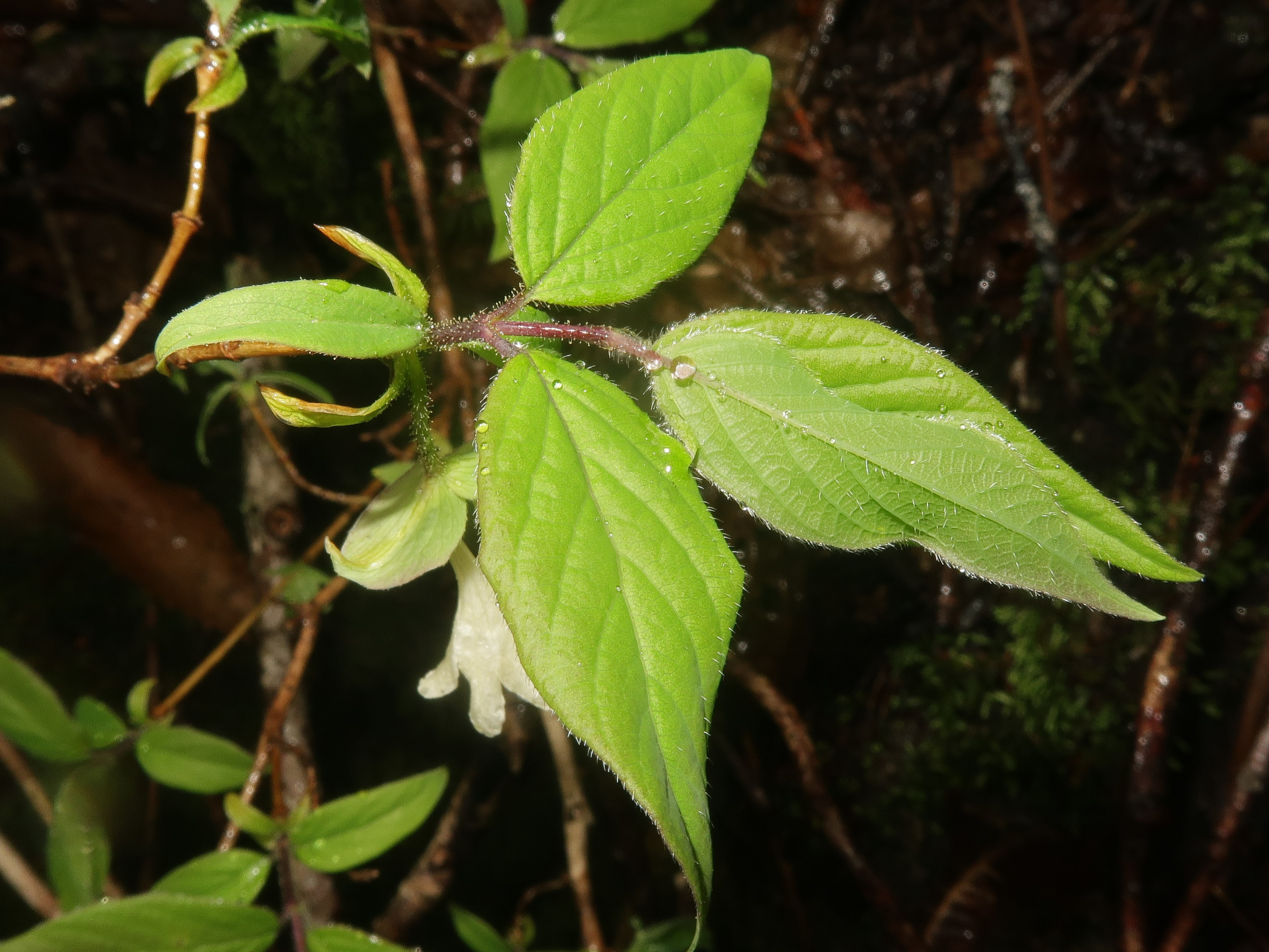
葉柄に開出する長粗毛と腺毛が生える。
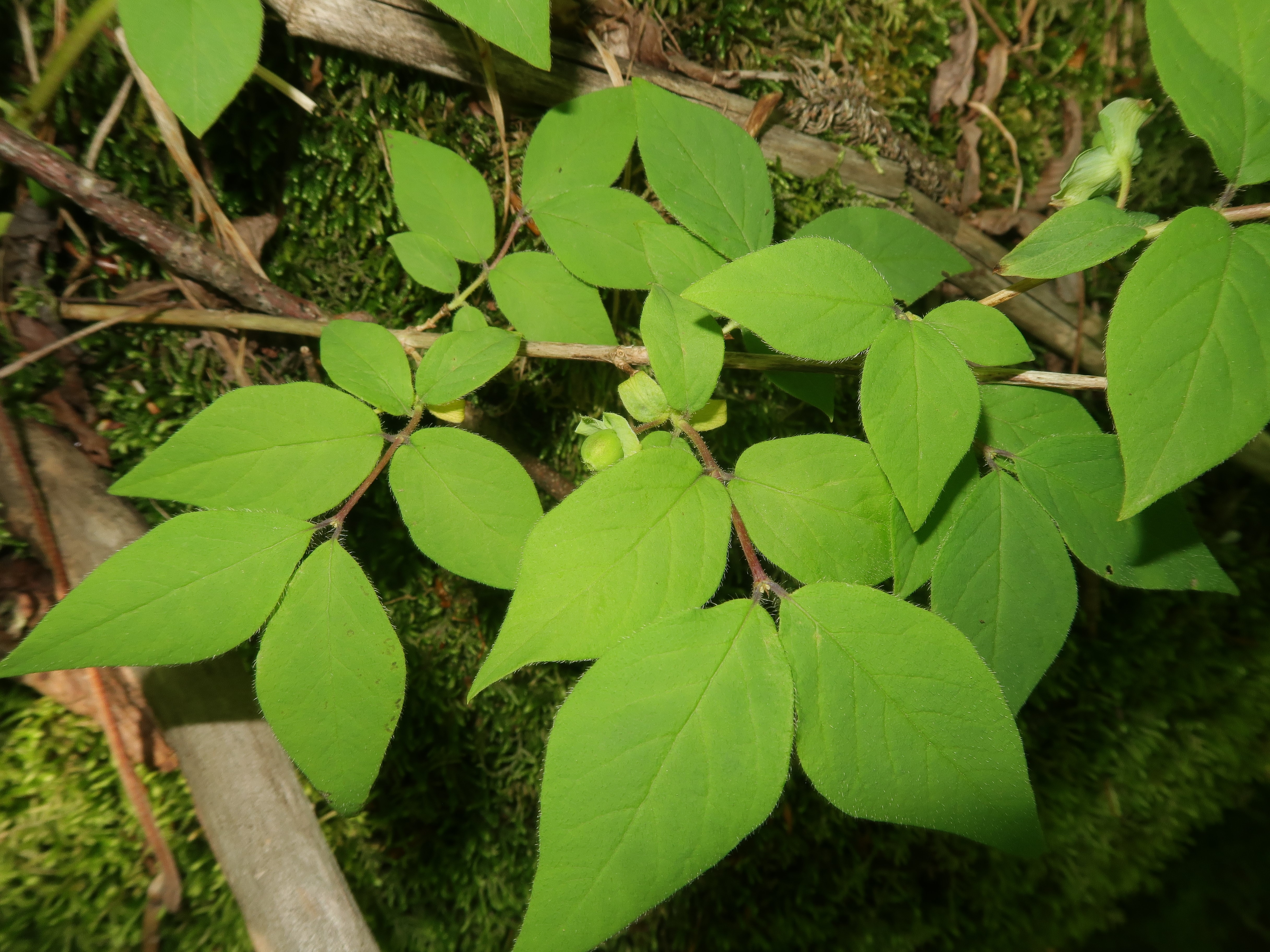
葉の表面。表面に短腺毛が散生し、縁は全縁で、長毛が生える。
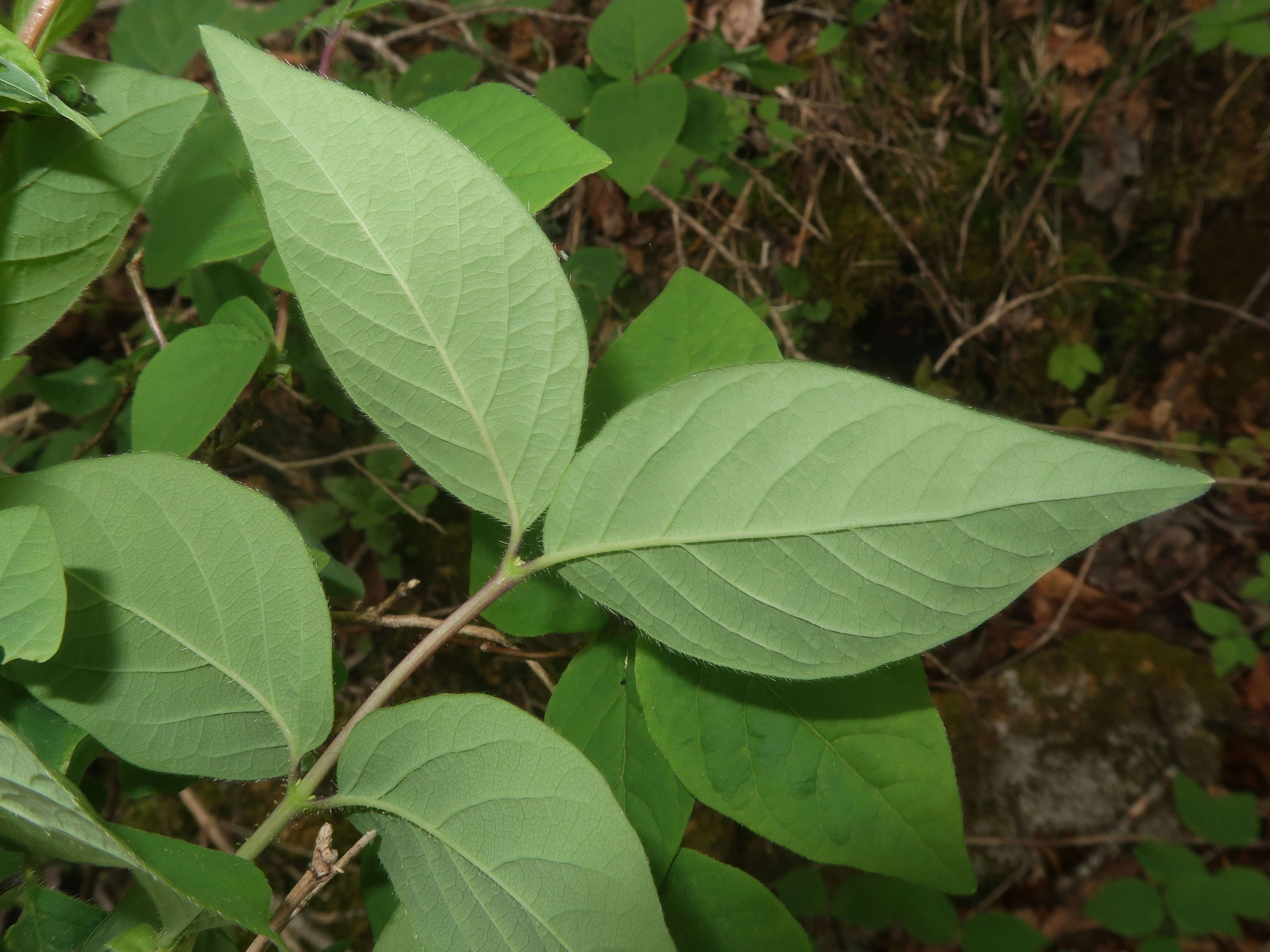
葉の裏面。しばしば粉白色になり、葉脈上に長短の粗毛が生える。
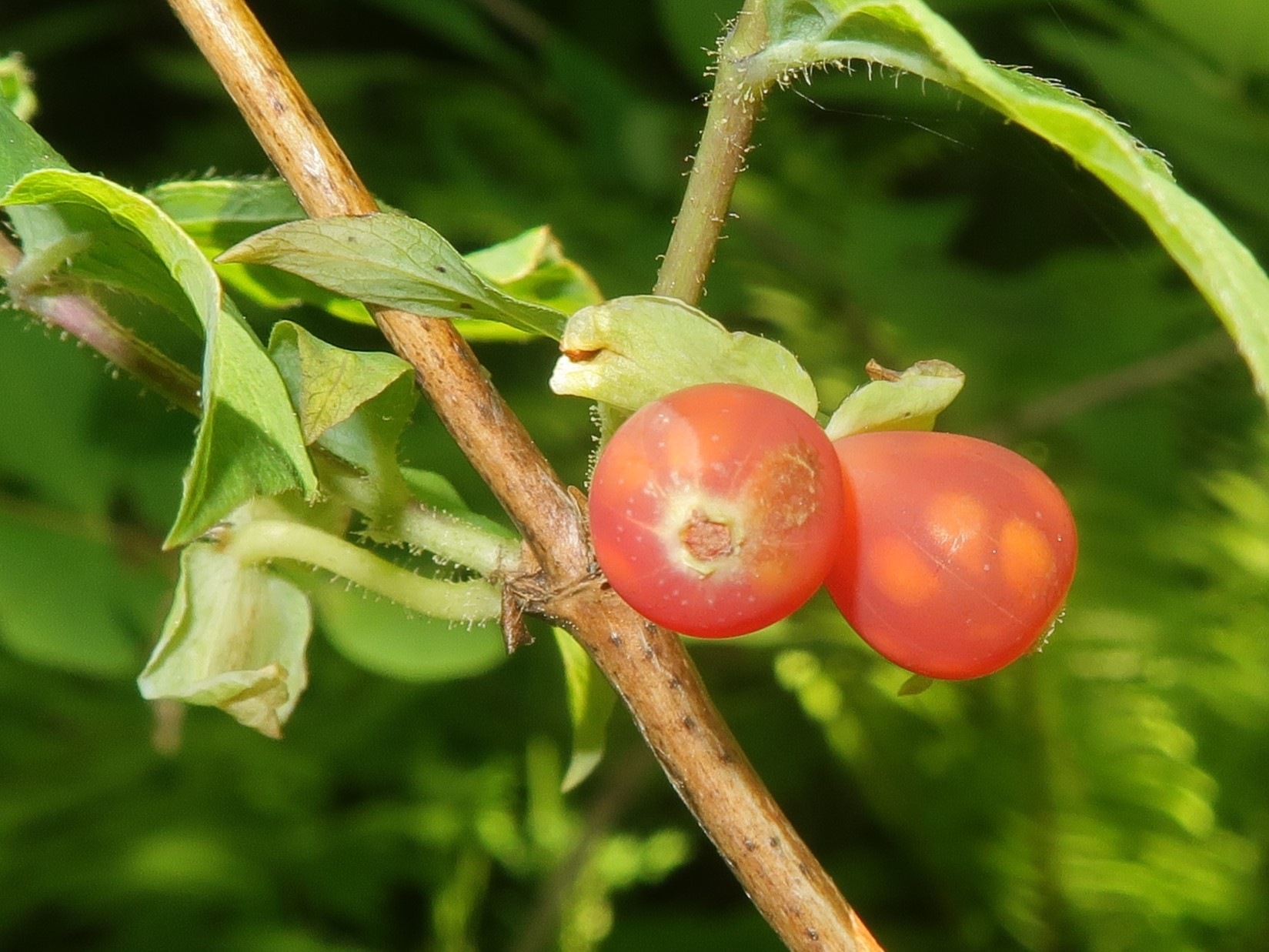
果実は球状の液果で、2個ずつ並ぶが合着はせず、6-7月に赤く熟す。6月中旬。
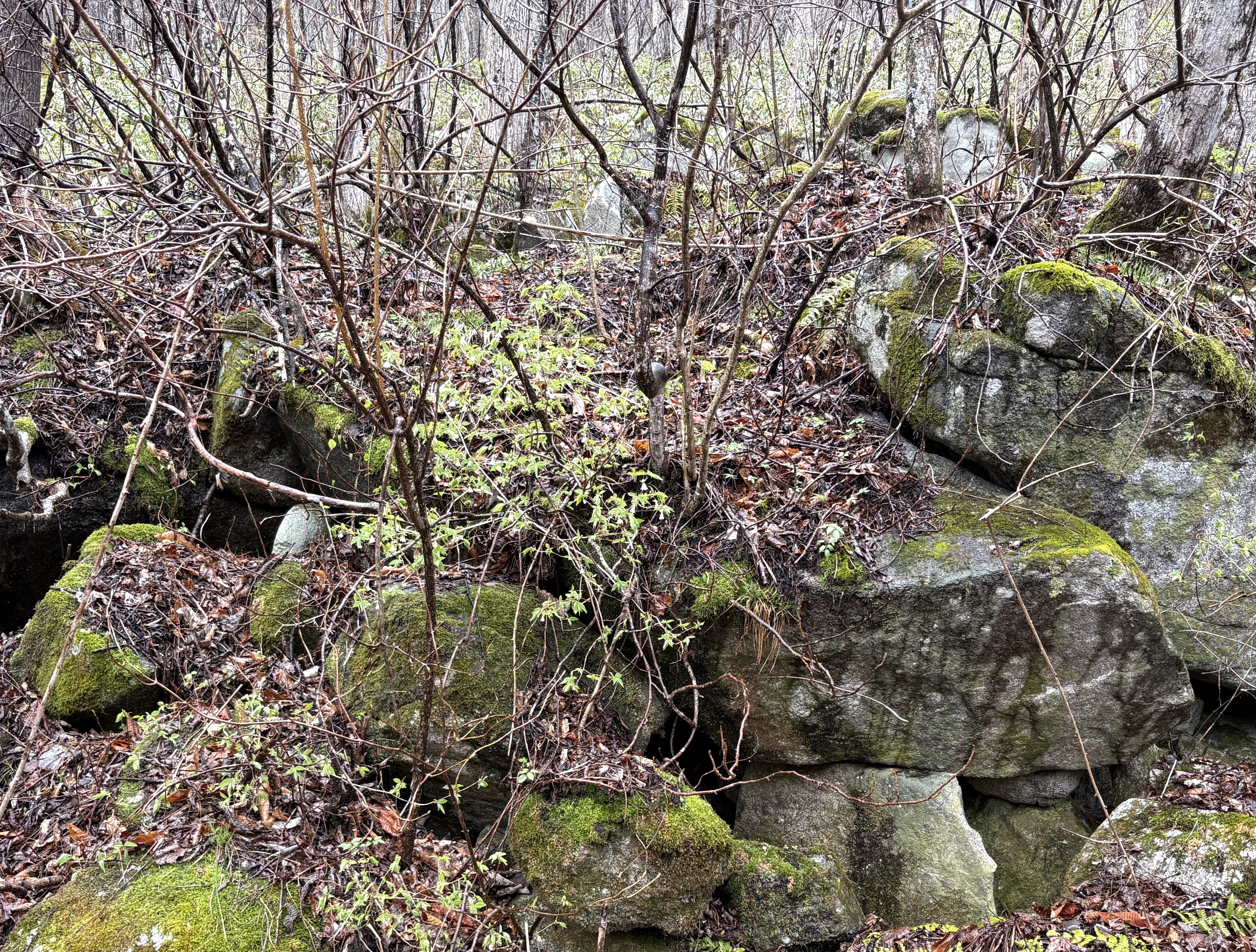
生育環境。岩がごろごろした風穴地。